# Kira☆Revo+
Kira☆Revo+ (きら☆レボ+, kirarebo purasu, "Kila Revo Plus") est un mini-drama live adapté de la série anime Kirari (Kirarin Revolution), diffusé occasionnellement entre avril 2007 et janvier 2009 dans l'émission pour enfants Oha Suta. Les seiyū (doubleurs) de l'anime interprètent leurs personnages en version "live" dans des mini-épisodes de dix minutes reprenant des scènes de la série.

## Synopsis
Tsukishima Kirari est une jeune lycéenne qui souhaite devenir une idole pour se rapprocher d'un célèbre chanteur dont elle est tombée amoureuse. Kira☆Revo+ nous raconte le quotidien de Kirari et de ses amis.

## Fiche technique
- Titre : Kira☆Revo+
- Titre original : きら☆レボ+
- Chaine de diffusion : TV Tokyo (dans l'émission Oha Suta)
- Musique : Tsukishima Kirari starring Kusumi Koharu (Morning Musume), SHIPS, MilkyWay, Kira☆Pika
- Pays d'origine :  Japon

## Distribution
- Koharu Kusumi : Kirari Tsukishima
- Takuya Ide : Hiroto Kazama
- Shikō Kanai : Seiji Hiwatari
- Mai Hagiwara : Hikaru Mizuki
- Sayaka Kitahara : Noel Yukino
- Yū Kikkawa : Cobeni Hamasaki

## Épisodes
1. - Kirari Happy☆彡
2. - Kira☆Pika Story
3. - Kirari and Mysterious Ring
4. - Noeru Story
5. - Cobeni Story
6. - Papancake story
7. - Road to Kirarin Live
8. - Rute-Rute-kozō
9. - Kirari and Hiroto Story
10. - SHIPS Story (Kimi ga iru ~ Special Noël)